# Исмен
Исмен (др.-греч. Ἰσμηνός) — речной бог в древнегреческой мифологии. Сын Асопа и Метопы (либо сын Океана и Тефии). Прибыл в Беотию и обосновался у реки, названной его именем. Отец Дирки. Отец нимфы, дед Кренея, защитника Фив. Пытался утопить Гиппомедонта. Упомянут Пиндаром в гимне Зевсу для фиванцев.